# Dinoderopsis opimus
Dinoderopsis opimus är en skalbaggsart som beskrevs av Pierre Lesne 1938. Dinoderopsis opimus ingår i släktet Dinoderopsis och familjen kapuschongbaggar. Inga underarter finns listade i Catalogue of Life.